# Green Park Inn

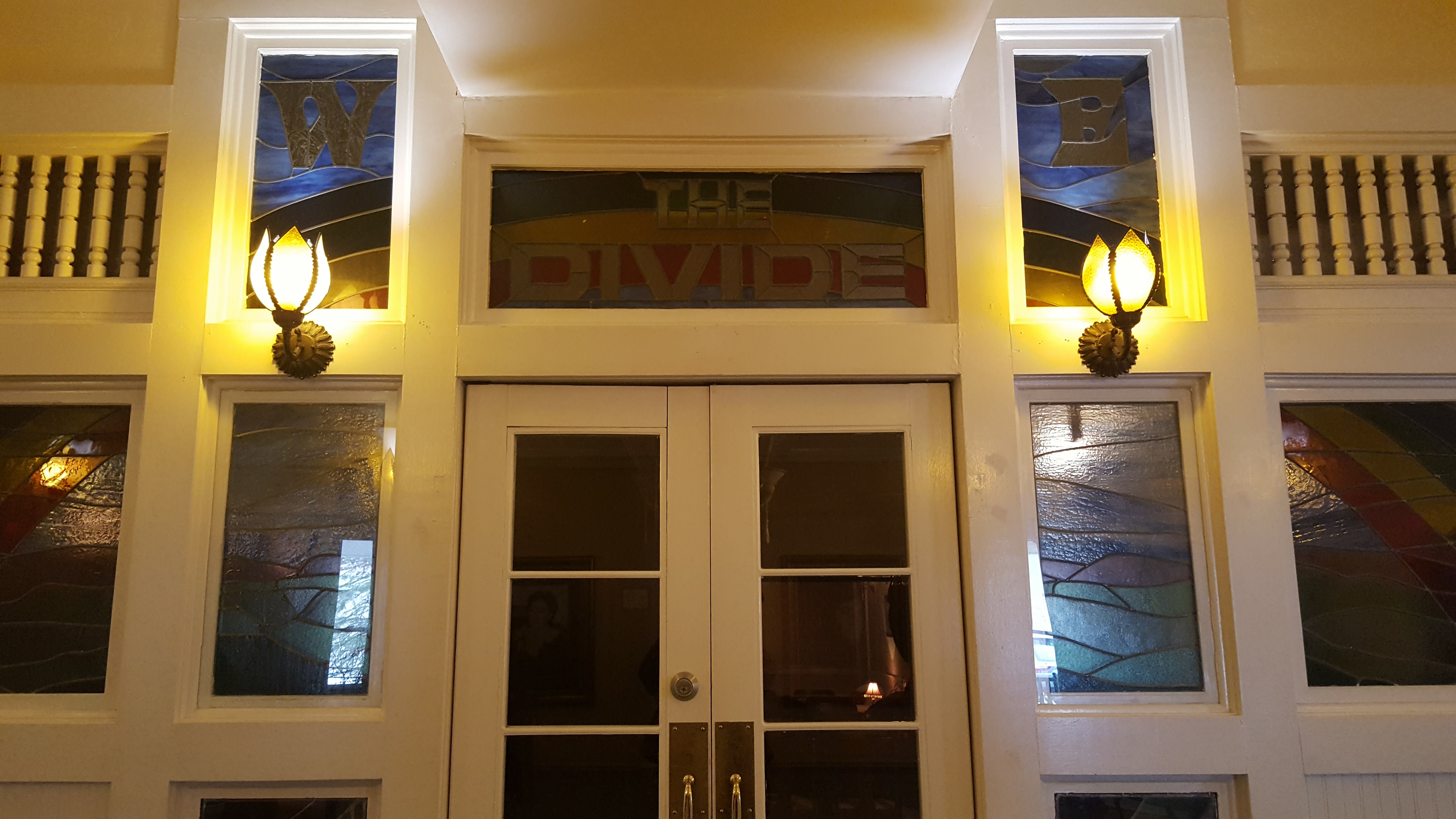
The Divide Tavern ubicada en Eastern Continental Divide dentro de Green Park Inn, 2017

El Green Park Inn es un hotel histórico ubicado en la división continental oriental en Blowing Rock, Carolina del Norte. El hotel fue construido en la década de 1880 y funcionó de forma continua hasta el 24 de mayo de 2009, reabriendo después del cambio de propietario y la renovación el 29 de octubre de 2010.
El Green Park Inn es miembro de Historic Hotels of America, el programa oficial del National Trust for Historic Preservation para reconocer y celebrar los mejores hoteles históricos de Estados Unidos.
Los huéspedes anteriores del hotel incluyen a John D. Rockefeller, Herbert Hoover, Annie Oakley, Calvin Coolidge, Eleanor Roosevelt y Margaret Mitchell, entre otros. Fue agregado al Registro Nacional de Lugares Históricos el 3 de junio de 1982. Está ubicado en el distrito histórico de Green Park. 
En la última parte de la Guerra Civil, las Tropas Federales construyeron una pequeña fortificación en el sitio del Green Park.
Se supone que el hotel está embrujado y ha sido anfitrión a lo largo de los años de varias convenciones de cazadores de fantasmas.
Ante una economía difícil, el Green Park Inn se cerró en busca de un nuevo comprador en 2009 y se cerró más tarde ese año.
El 31 de marzo de 2010, dos inversores inmobiliarios de Nueva York que ya eran propietarios de otras propiedades hoteleras compraron The Green Park Inn. Los nuevos propietarios trabajaron extensamente con la Sociedad Histórica de Blowing Rock y la autoridad de Preservación Histórica del Estado para conservar el encanto, el carácter y la integridad histórica de la propiedad. Justo al lado del vestíbulo se encuentra la Sala de Historia, que relata el pasado histórico del hotel y contiene la oficina de correos estadounidense original de Green Park. 

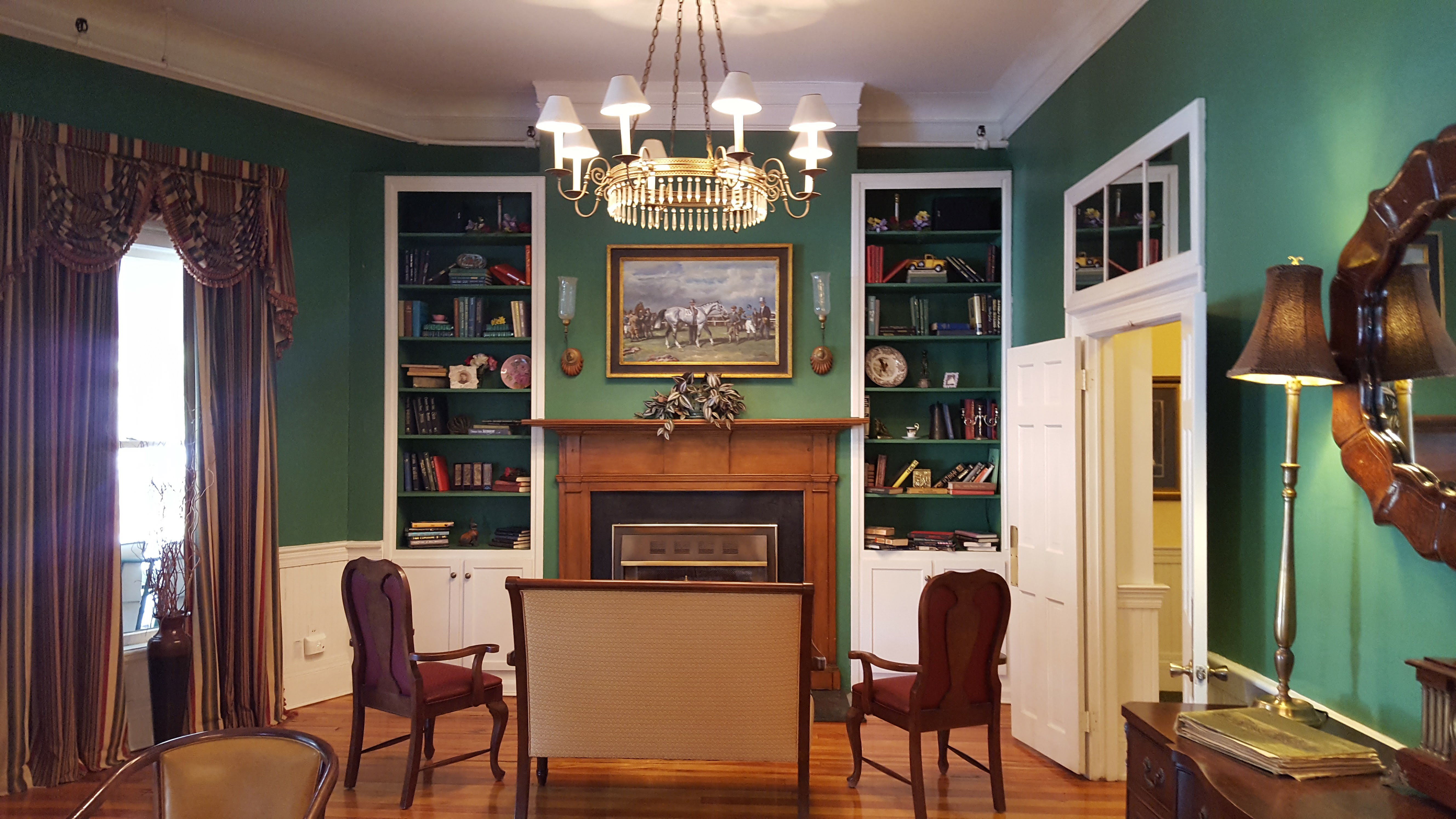

Luego de una renovación agresiva de la propiedad, The Green Park Inn reabrió al público el 29 de octubre de 2010. Durante la remodelación, los propietarios compraron solo productos fabricados en Estados Unidos.
El 1 de julio de 2011, Green Park Inn reabrió el restaurante Laurel Room (ahora llamado Chestnut Grille, para perfeccionar el American Chestnut con el que se construye principalmente el hotel) y Divide Tavern (llamado así porque se extiende a ambos lados de la división continental oriental) tras una profunda renovación de las instalaciones de la cocina del hotel. Las nuevas operaciones de alimentos y bebidas fueron encabezadas por el chef James Welch, ganador del premio James Beard. 
El 29 de octubre de 2011, Green Park Inn celebró su primer aniversario de reapertura después de tener un año progresivamente exitoso. En 2016, el hotel celebró su 125.º aniversario con una cena de gala y un baile que celebraron un hito para el segundo hotel turístico en funcionamiento más antiguo del estado y el último de los hoteles "Grand Manor" que aún funcionan en el oeste de Carolina del Norte. Entre los invitados se encontraban descendientes de dos de los tres fundadores del hotel, la familia Bernhardt y la familia Harper. 